# Iglesia de San Jorge (Tudela)
La iglesia de San Jorge de Tudela (Navarra) era una iglesia románica o tardorrománica, construida a principios del siglo XIII y derruida a finales del XVIII, que se situaba en los solares de la actual Plaza del Mercadal del Casco Antiguo de Tudela.

## Descripción general
Según un dibujo realizado por Juan Antonio Fernández, la iglesia consistía en una sola nave y al parecer tenía dos torres, una de ellas octogonal y la otra, la utilizada de campanario, de planta cuadrada y con aspecto similar a la de la Iglesia de la Magdalena. La torre octogonal constaba de dos cuerpos, de planta cuadrada la inferior y octogonal la superior, con ventanas en cada lado, y rematado por una cúpula hemiesférica-octogonal. La torre-campanario, constaba de dos cuerpos de planta cuadrada, uno inferior alargado, con ventanas estrechas rectangulares en su parte media, y un cuerpo superior con dos ventanas en cada lado. Estaba rematado por un último cuerpo probablemente octogonal con cúpula hemisférica-octogonal. Al parecer tenía dos puertas, una principal y otra lateral, las dos de arco de medio punto.
La parroquia contaba con un retablo, de alabastro, en el Altar Mayor, dedicado a San Jorge, el cual fue restaurado en el siglo XVI. Tenía capillas dedicadas a San Esteban, cuyo retablo era del siglo XVI, y a Santo Cristo, con un retablo del XVIII.

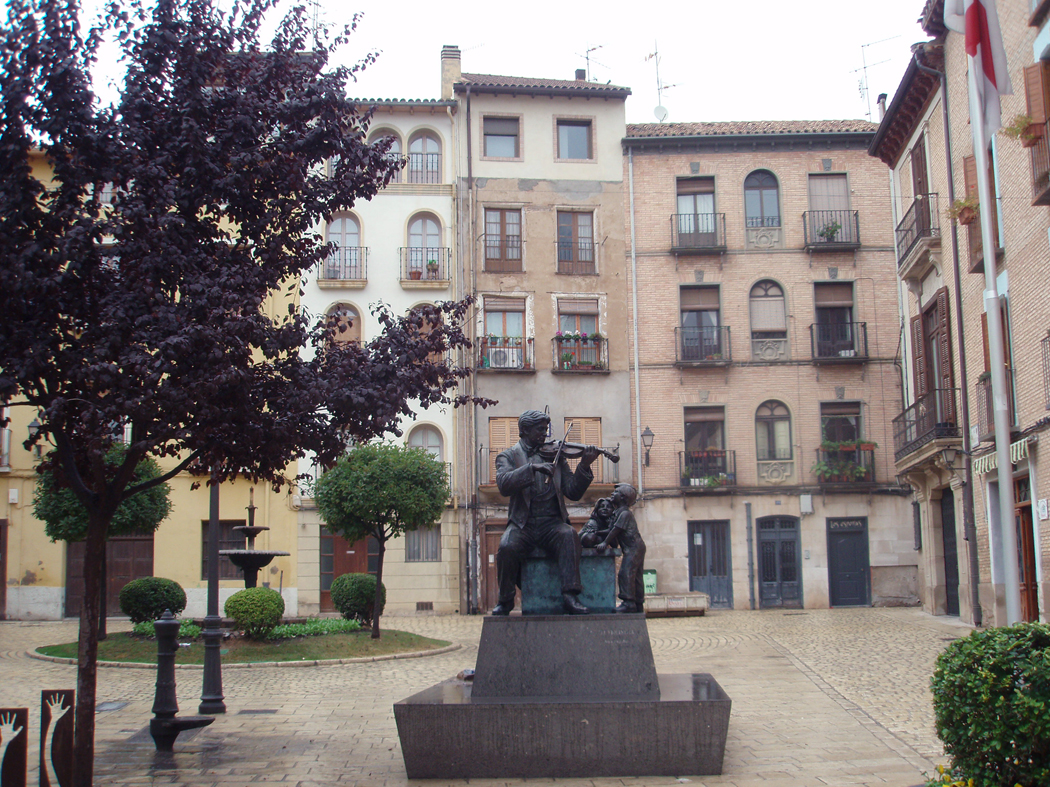
Plaza del Mercadal de Tudela; ubicación de la antigua Iglesia de San Jorge.

## Historia y cronología de construcción
El viejo templo del siglo XIII, se levantó en 1227, en tiempos de Sancho VII el Fuerte. En 1150 ya existía una cofradía dedicada a San Jorge, pero se desconoce dónde estaba ubicada. La iglesia fue consagrada en 1318, después al parecer de una reedificación de la misma. En 1694 fue de nuevo restaurada por amenazar ruina, ocultando varias inscripciones antiguas. Cuando existía esta iglesia, la Plaza del Mercadal donde se ubicaba no era una plaza sino una calle angosta. Se derribó en 1775, por hallarse en ruinas, y los parroquianos de San Jorge se trasladaron a la contigua iglesia de San Andrés de los jesuitas (en Castell-Ruiz), pasándose a llamar parroquia de San Jorge el Real. En los solares de la primitiva iglesia de San Jorge se formó la actual Plaza del Mercadal.